# Коломийки (альбом)
Коломийки — студійний альбом українського етно-колективу Очеретяний Кіт.

## Перелік пісень
1. Intro
2. Андрію
3. Канада
4. Жвавий легінь
5. Красна гірка
6. Intro
7. Темна нічка
8. Ой видиться
9. Intro
10. Полонина
11. Великдень
12. Intro
13. Коровайчина
14. Intro
15. Легінь
16. Телевізор
17. Intro
18. Ой яворе зелененький